# 小山祐
小山 祐（おやま たすく、1978年（昭和53年）6月29日 - ）は、日本の政治家。愛知県みよし市長（1期）。

## 来歴
愛知県出身。愛知教育大学附属高等学校を経て、愛知大学法学部に入る。在学中から民主党衆議院議員近藤昭一の事務所で手伝い、卒業後に近藤の私設秘書となる。その後、公設第二秘書となる。
2007年、愛知県議会議員選挙に民主党公認で立候補し、初当選。以来連続4期務める。この間、民主党から民進党を経て、無所属となった。
2021年10月、愛知県議を辞職し、11月のみよし市長選挙に立候補し、無投票で初当選した。

## 市政
- 2022年10月1日、性的少数者（LGBTなど）のカップルを婚姻相当とし、同居する子どもの関係を家族として認定する「みよし市パートナーシップ・ファミリーシップ制度」を導入した[6]。
- 2024年4月1日、小中学生の給食費無償化を実施した[7]。さらに同年6月13日、小山は市議会本会議の答弁で、対象から外れている第1子の幼稚園児や保育園児、市外の私学や特別支援学校に通う小中学生も対象に加える方針を示した。関連議案を9月定例会に上程する予定[8]。